# Hermann Rodewald
Hermann Rodewald (* 2. August 1856 in Eilte bei Hannover; † 11. Oktober 1938 in Kiel) war ein deutscher Agrarwissenschaftler.

## Leben
Als Sohn eines Landwirts besuchte Rodewald zunächst die Ackerbauschule in Ebstorf, studierte dann Landwirtschaft an der Georg-August-Universität Göttingen und promovierte dort 1879 bei Bernhard Tollens mit einer Arbeit aus dem Gebiet der Zuckerchemie. Anschließend arbeitete er als Assistent am Institut für Pflanzenphysiologie der Christian-Albrechts-Universität zu Kiel. 1881 übernahm er die Assistentenstelle am Landwirtschaftlichen Institut der Universität Kiel und gleichzeitig die Leitung der Samenkontrollstation. Beide Institutionen waren in Personalunion miteinander verbunden.
1883 habilitierte sich Rodewald in Kiel mit einer Arbeit über Wechselbeziehungen zwischen Stoffumsatz in keimenden Samen für das Fachgebiet „Pflanzenphysiologie und allgemeine Theorie der Pflanzenkultur“. 1891 wurde er zum a. o. Professor ernannt und 1894 als Nachfolger von Hermann Backhaus mit der Leitung des Landwirtschaftlichen Instituts der Universität Kiel beauftragt. Erst 1920 erfolgte seine Ernennung zum Ordinarius für Landwirtschaftslehre. 1922 wurde er emeritiert. 1936 wurde er zum Mitglied der Deutschen Akademie der Naturforscher Leopoldina gewählt.

## Forschungs- und Lehrtätigkeit
Die Forschungstätigkeit Rodewalds war zunächst stark pflanzenphysiologisch ausgerichtet. Sein spezielles Interesse galt dabei den ungelösten Problemen der Keimungsphysiologie. In mehreren Arbeiten beschäftigte er sich mit den chemisch-physikalischen Eigenschaften der Stärke. Rodewald war einer der ersten Wissenschaftler, der mathematische Methoden wie die Fehlerwahrscheinlichkeitsrechnung in der landwirtschaftlichen Forschung angewandt hat. Wegweisend wurden seine Untersuchungen über die bei Saatgutprüfungen auftretenden Fehler.
Von 1884 bis 1922 hielt Rodewald Vorlesungen über Pflanzenbau, Pflanzenphysiologie, Saatgut- und Sortenwesen, Tierproduktionslehre, Fütterungslehre und über Wirtschaftslehre des Landbaus. Sein bedeutendster Schüler war Eilhard Alfred Mitscherlich, der 1898 bei ihm promovierte, sich 1901 habilitierte und dann bis 1906
als Assistent bei ihm tätig war. Die Landwirtschaftliche Fakultät der Universität Kiel hat auf ihrem Gelände in Kiel-Ravensberg die Hermann-Rodewald-Straße nach ihm benannt.

## Schriften
- Untersuchungen über die Quellung der Stärke. Kiel / Leipzig 1896.
- Untersuchungen über die Fehler der Samenprüfungen. In: Arbeiten der Deutschen Landwirtschafts-Gesellschaft. Heft 101, 1904.